# Cantone di Bonnieux
Il Cantone di Bonnieux era una divisione amministrativa dell'arrondissement di Apt.
È stato soppresso a seguito della riforma complessiva dei cantoni del 2014, che è entrata in vigore con le elezioni dipartimentali del 2015.
Comprendeva i comuni di:
- Bonnieux
- Buoux
- Lacoste
- Ménerbes
- Oppède
- Sivergues